# Montreuil-le-Gast

Montreuil-le-Gast este o comună în departamentul Ille-et-Vilaine, Franța. În 1 ianuarie 2022 avea o populație de 2.048 de locuitori.